# Marubeni
Marubeni (丸紅株式会社 Marubeni Kabushiki-gaisha?) (TYO: 8002, OSE: 8002, NSE: 8002) è una società giapponese, uno delle più grandi Sōgō shōsha del Giappone.

## Azionisti
- Japan Trustee Services Bank, Ltd. (Trust Account) 7.32%
- Japan Trustee Services Bank, Ltd. (Trust Account 4G) 5.72%
- The Master Trust Bank of Japan, Ltd. (Trust Account) 4.60%
- Sompo Japan Insurance Inc. 3.24%
- The Tokyo Marine and Nichido Fire Insurance Co., Ltd. 2.87%
- Meiji Yasuda Life Insurance Company 2.49%
- Mizuho Corporate Bank, Ltd. 1.73%
- Nippon Life Insurance Company 1.50%
- Aeon Co., Ltd. 1.27%
- State Street Bank and Trust Company 505223 1.18%

Ultimo aggiornamento a Marzo 2009.